# Зубарев, Иван Фёдорович
Ива́н Фёдорович Зу́барев — старший сержант, участник Великой Отечественной войны, Герой Советского Союза. Награждён орденом Отечественной войны II степени, орденом Красной звезды, орденом Славы, медалью «За боевые Заслуги» и дважды медалью «За отвагу».

## Ранние годы
Иван Зубарев родился 20 июня 1908 года в селе Саморядово (ныне — Большесолдатского района Курской области) в семье крестьян. Окончил четыре класса, с 1928 по 1931 год проходил срочную службу в артиллерийских войсках. До начала войны работал в колхозе села Саморядово.
В 1939 году был репрессирован как подкулачник и заключён в места лишения свободы сроком на 2 года. Во время заключения участвовал в строительстве Волго-Донского судоходного канала имени В. И. Ленина. Освободился в июне 1941 года.

## Великая Отечественная война
После освобождения Иван Зубарев в августе 1941 года был призван на фронт Больше-Солдатским райвоенкоматом Курской области. Со 2 августа 1941 года по 15 апреля 1942 года воевал на Южном фронте, с 16 апреля 1942 по 14 июля 1942 на Юго-Западном фронте, с 29 июля 1942 года и до конца войны на Воронежском, 1-м и 4-м Украинских фронтах.
Был дважды ранен: в ноябре 1941 и в июле 1943. В декабре 1943 года Иван Зубарев вступил в ВКП(б).

### Подвиг
В июльских боях 1943 года на Курской дуге в районе Белгорода служивший наводчиком орудия Зубарев уничтожил 3 немецких танка с экипажами. В боях за переправу через реку Днепр Зубарев из своего орудия прямой наводкой уничтожил 2 немецких танка, 5 пулемётов с личным составом и до 70 солдат противника, отбив на своем участке 4 контратаки пехоты противника, поддержанной танками и самоходками. В результате противник на этом участке был разгромлен.
Во время отражения контратаки немцев восточнее города Фастов 11 ноября 1943 года орудие под командованием Ивана Зубарева уничтожило 1 танк противника с экипажем, 2 пулемёта с расчётами и до 40 человек пехоты, отбив контратаку. 26-27 января 1944 года в боях в районе села Балабанивка восточнее железнодорожной станции Хрестиновка Винницкой области, орудие Зубарева уничтожило 2 танка, 1 бронемашину, 3 пулемёта и до 70 солдат противника. В боях 13 февраля 1944 года в районе посёлков Бужанка и Чесновка Киевской области с группировкой противника, которая рвалась к окружённым под Корсунь-Шевченковским немецким войскам, орудие Зубарева уничтожило 1 тяжёлый танк типа «Тигр» и до 30 солдат противника.
В наступательных боях марта 1945 года в районе села Пельгжимовице восточнее города Фриштат оружие под командованием Зубарева уничтожило 12 пулемётов с расчётами и до 105 солдат и офицеров противника, разбило 20 домов, превращённых фашистами в укреплённые пункты. Когда противник перешёл в контратаку, расчёт Зубарева подпустил противника и личным оружием отбил прорыв, при этом Зубарев личным оружием уничтожил 5 немецких солдат.
Указом Президиума Верховного Совета СССР № 12021 от 15 мая 1946 года за проявленное исключительное мужество и отвагу, за нанесённый ущерб в живой силе и технике противнику Зубареву Ивану Фёдоровичу присвоено звание Героя Советского Союза с вручением ордена Ленина и медали «Золотая Звезда».

## Послевоенные годы
С 1945 по 1955 год Иван Фёдорович Зубарев проживал в селе Саморядово Курской области, где работал столяром в колхозе. В 1955 году переехал с семьёй в Нальчик, Кабардино-Балкарской Республики, где до выхода на пенсию работал в СУ-3 треста «Каббалкпромстрой» в бригаде строителей.
28 марта 1996 года Иван Фёдорович Зубарев скончался в возрасте 87 лет и был похоронен в городе Нальчике.

## Награды
- Медаль Золотая Звезда, № 8281 (вручена 12 апреля 1947 года, впоследствии утеряна);
- орден Ленина, № 61610;
- орден Отечественной войны II степени, № 592051;
- орден Красной Звезды, № 562977 (утерян в конце 1940-х годов);
- орден Славы III степени, № 276749;
- медаль «За отвагу», № 782602 (утеряна в конце 1940-х годов);
- медаль «За отвагу», № 1478503;
- медаль «За боевые заслуги», № 865852 (утеряна в конце 1940-х годов);
- другими памятными и юбилейными наградами.

## Память
- Имя Зубарева Ивана Фёдоровича увековечено на доске мемориала Героям Великой Отечественной войны «Вечный огонь» в парке культуры и отдыха города Нальчика Кабардино-Балкарской Республики.